# Прошин, Валерий Васильевич
Валерий Васильевич Прошин (родился 24 июля 1952 года) — советский регбист, выступавший на разных позициях в защите и полузащите. Считался одним из лучших регбийных полузащитников СССР. Мастер спорта СССР (1973).

## Биография

### Клубная карьера
Воспитанник школы клуба «Комета», первый тренер — Анатолий Твердышинский. Выступал за «Комету» в 1965—1967 годах, позже играл за московский «Спартак» в 1968—1970 годах. За команду «ВВА-Подмосковье» выступал с 1970 по 1983 годы. Проходил срочную службу в советской армии до 1972 года, после чего вернулся в состав «ВВА». Играл изначально на позициях центра и винга. В 1976, 1977, 1980 и 1981 годах — чемпион страны. В 1972 и 1982 годах становился серебряным призёром, в 1973, 1974 и 1979 годах — бронзовым призёром. Обладатель Кубка СССР 1976, 1980 и 1983 годов.
Попадал в списки лучших игроков чемпионата СССР по регби в 1973 (внешний центровой, номер 13), 1975 (блуждающий полузащитник, номер 10), 1976 (полузащитник, номера 9 и 10), 1977 (блуждающий полузащитник, номер 10) и 1980 годах (блуждающий полузащитник, номер 10). В 1978 году в чемпионате СССР набрал 44 очка и занял 6-е место в рейтинге лучших бомбардиров, в 1980 году — всего 10 очков, в 1981 году — 3 очка.

### Карьера в сборной
Прошин выступал за сборную СССР по регби с 1974 по 1981 годы, сыграв 37 матчей и набрав 32 очка. Он дебютировал в 1974 году на турнире Социалистической индустрии, выступал в 1976 году на турнире Социалистической индустрии в играх против молодёжной сборной СССР, сборных Чехословакии и Румынии, а также на турнире «Золотые пески» в играх против Румынии, Польши (молодёжная сборная) и Болгарии. В том же 1976 году сыграл в матчах чемпионата Европы против Чехословакии (поражение 6:9) и Швеции (победа 72:0), причём в игре против Чехословакии попал в штангу при попытке забить дроп-гол. В 1977 году играл на турнире Социалистической индустрии, в матче чемпионата Европы против Швеции (победа 38:6) и против ирландского клуба «Сент-Мэрис Колледж» (поражение 22:38). В его активе — три победы на турнире «Социалистическая индустрия» 1975, 1976 и 1979 годов.
В 1978 году Прошин выступил за сборную СССР в матчах за выход в группу A чемпионата Европы, сыграв один матч против Германии (победа 64:9) и два матча против Югославии (победы 18:3 и 16:6), причём в обоих матчах он забил дроп-гол (по другим данным, в первой игре отличился Михаил Граждан). 11 ноября того же года сборная СССР провела в Тулузе свой первый в истории матч против сборной Франции, завершившийся победой Франции со счётом 27:9, хотя после перерыва была ничья 3:3. По версии тренера Евгения Антонова, Прошин был лучшим игроком в составе сборной СССР: оба скрам-хава сборной СССР не получили разрешение на въезд, и поэтому Прошин был дозаявлен в команду, а в самом матче он вполне достойно сыграл против своего французского визави Жерома Гальона. Он же сыграл в том году против Италии, а также участвовал в турнире Социалистической индустрии. Отыграл к 1979 году всего 22 матча, в том же 1979 году сыграл встречи против Италии и Испании. В 1980 году Прошин сыграл ещё три матча за сборную СССР против Румынии (поражение 6:23), Польши (победа 54:10) и Франции (поражение 10:23). В матче против Польши Прошин занёс две попытки, а против Франции судья его попытку по центру не засчитал при счёте 15:0 в пользу французов. В 1981 году провёл матч против Испании (победа 40:7).

### Тренерская карьера
С 1986 по 1991 годы Прошин был тренером ДЮСШ клуба «Фили». В настоящее время играет в выставочных матчах за команду «Московские Драконы» вместе со своим сыном Андреем. Выступал также за команду ветеранов клуба «Фили».